# Wasserhahn

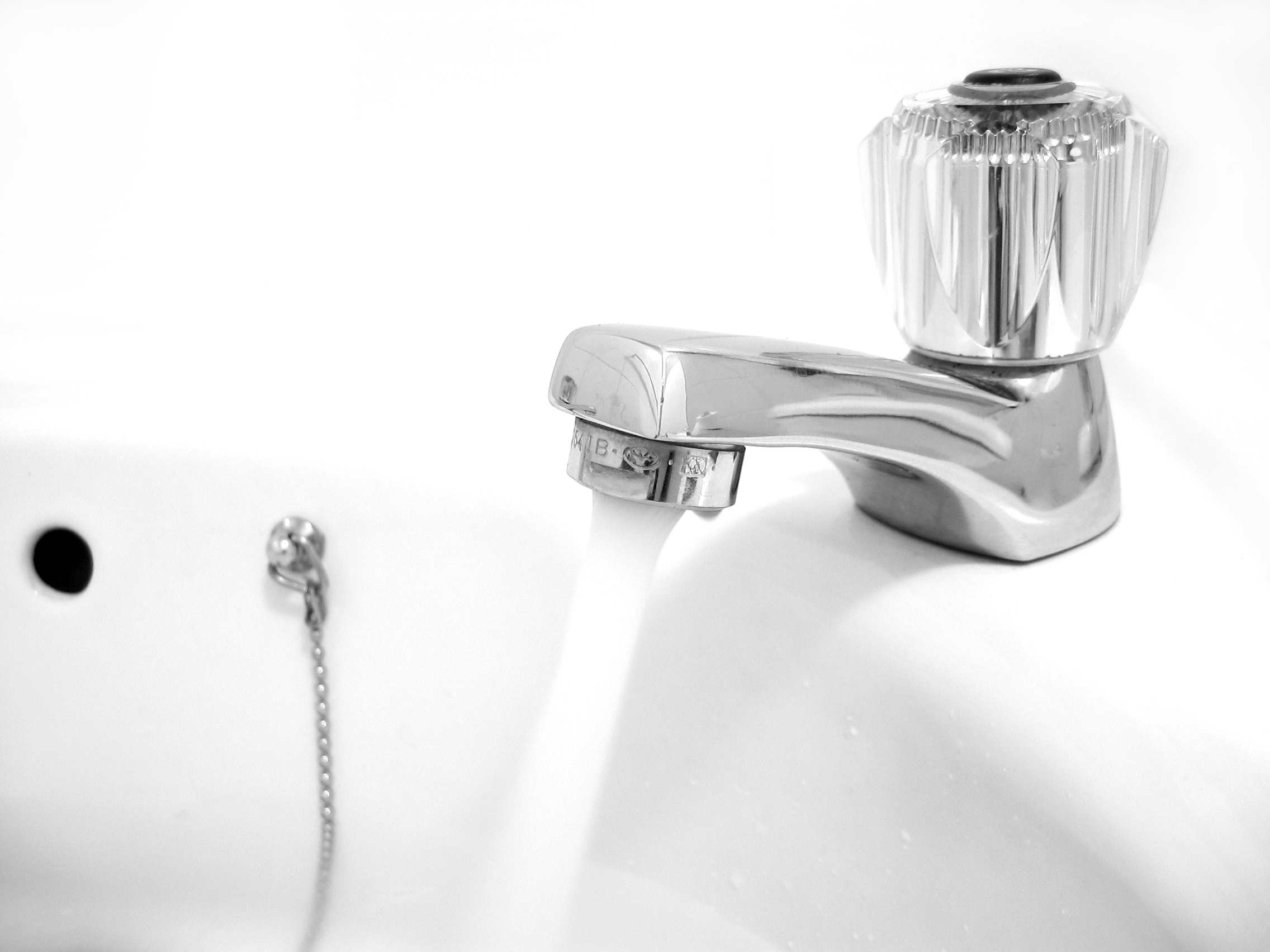
Wasserhahn (Standhahn) mit Drehknauf an einem Waschbecken

Ein Wasserhahn (auch Wasserkran) ist eine regulierbare Auslaufarmatur für Wasser, zum Beispiel für Trinkwasser.

## Begriff

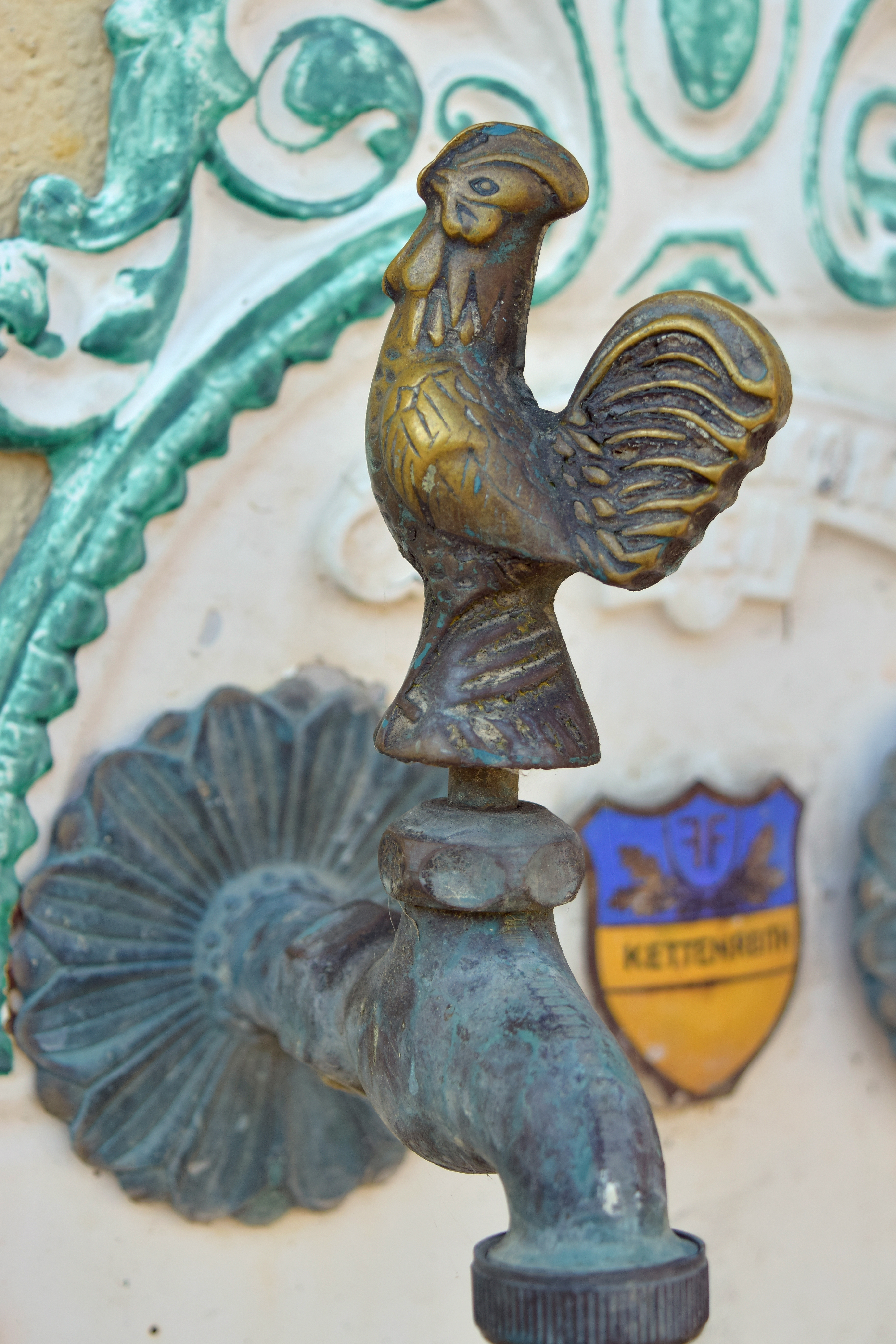
„Wasser-Hahn“

Die Herkunft des Begriffsteils „-hahn“ ist nicht belegt.
Mögliche Wortherkünfte sind:
- Der Wasserhahn insgesamt könnte an den Kopf eines Hahns erinnert haben.[1]
- Das Wort könnte sich aus dem Umstand ableiten, dass das Betätigungsteil eines Wasserhahns früher häufig die Form eines Hahns hatte (zu finden zum Beispiel bereits 1496 in Albrecht Dürers Holzschnitt Männerbad).
- Einige Quellen führen den Begriff auf Johann Siegmund Hahn zurück, einen der Begründer der Wasserheilkunde.[2]

Das Wörterbuch von Jakob und Wilhelm Grimm verzeichnet unter „Wasserhahn“ einen Eintrag für Johann Christian Friedrich Keferstein in seiner 1791 erschienenen Anleitung zur Landbaukunst.
Im Westen Deutschlands nennt man den Wasserhahn auch Kran, eine Bezeichnung, die sich so auch in skandinavischen Sprachen und im Russischen findet und auf das Wort für „Kranich“ zurückgeht. Auch das Emser Kränchen geht auf diese Bedeutung zurück.
Im Südwesten und in der Schweiz findet man die Bezeichnung Hahnen, in Österreich und in Südtirol Pipe.

## Allgemeines

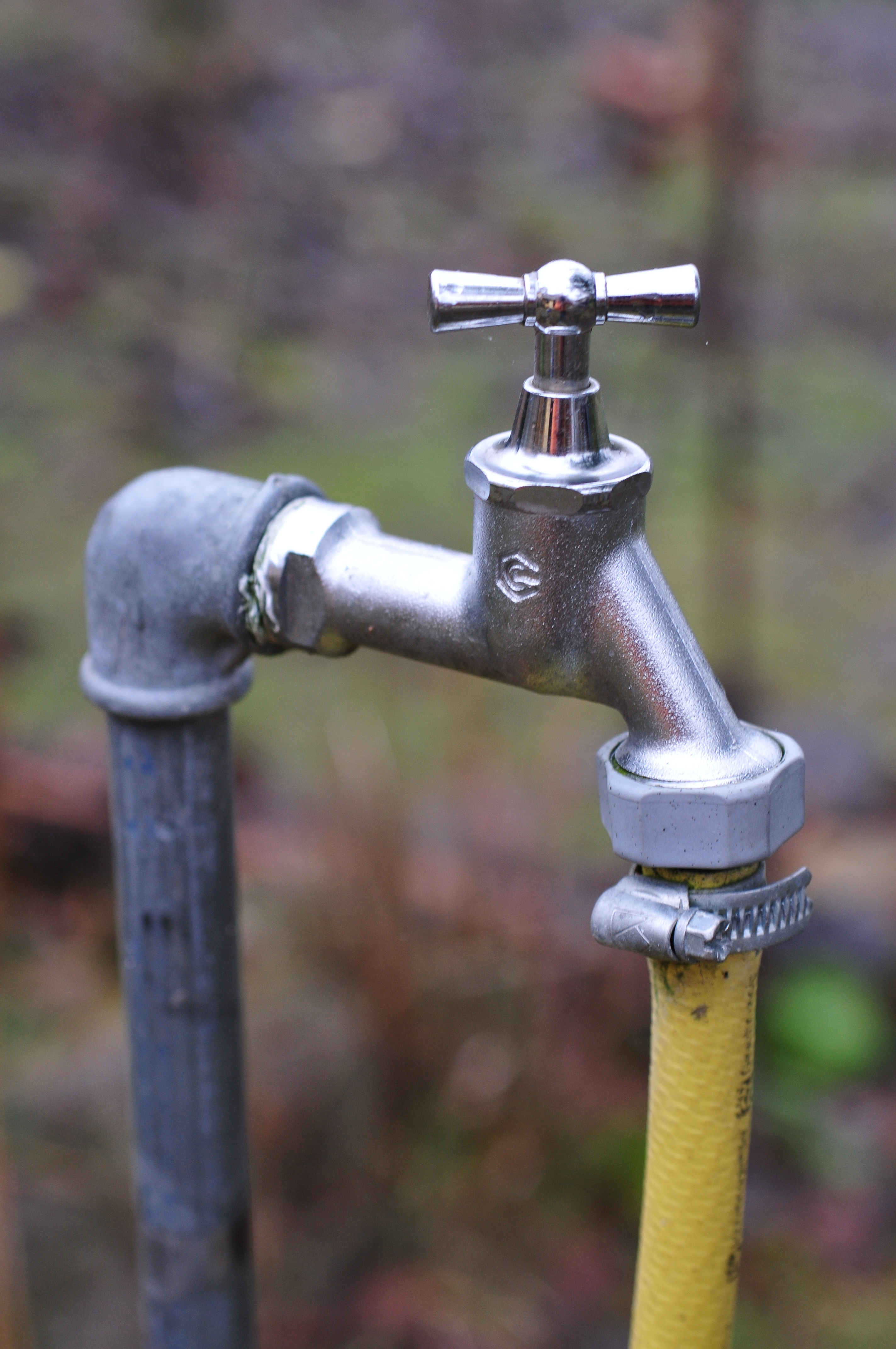
Wasserhahn im Garten mit aufgeschraubtem Schlauch

Das ursprüngliche Prinzip des Absperrhahns ist der Kükenhahn, bei dem das sogenannte Küken den Strömungsquerschnitt freigibt oder verschließt. Die meisten heutigen Wasserhähne sperren den Wasserfluss durch einen Ventilteller ab, der senkrecht auf eine Dichtfläche gedrückt wird, oder nutzen keramische Dichtscheiben. Wenn von einem „Wasserhahn“ die Rede ist, ist daher fachsprachlich meist ein Absperrventil oder ein Schieber mit keramischen Dichtscheiben gemeint. Auch die modernen Mischbatterien bzw. Einhebelmischer sind keine Wasserhähne im technischen Sinn, sondern eher Schieber. Hier wird der Wasserfluss freigegeben, indem zwei übereinanderliegende keramische Scheiben verschoben werden, bis deren Bohrungen übereinander liegen. Alternativ kann auch eine gelochte keramische Kugel verwendet werden.
Das schnelle Schließen eines Küken- oder Kugelhahns kann in einer Rohrleitung zu einem Druckstoß (Wasserschlag) führen. Aus diesem Grund wird vermieden, Küken- oder Kugelhähne mit größerem Durchfluss in Trinkwasserleitungen zu verwenden. 
Während im deutschen Sprachraum heute überwiegend sogenannte Mischbatterien verwendet werden, trifft man in Großbritannien und anderen Ländern noch zwei separate Wasserhähne an, einen für kaltes und einen für warmes Wasser. Das hat den Nachteil, dass man sich für kaltes oder heißes Wasser entscheiden muss und keine Mischtemperatur wählen kann. Ein Grund dafür ist oft der geringere Druck des Heißwassers. In einer Mischbatterie würde dies das Mischen erschweren, und das kalte Wasser könnte in die Warmwasserleitung zurückdrücken. Eine Lösung sind „Quasi-Mischarmaturen“, die wie gewöhnliche Mischer aussehen, aber zwei getrennte Ausflussleitungen besitzen. Die Wasserströme fließen also nebeneinander aus einem Hahn und mischen sich erst nach dem Austritt aus dem Auslauf.
Stehend montierte Wasserhähne (z. B. auf Waschbecken) werden im Fachhandel- und -handwerk als Standhähne bezeichnet. Sie werden mit einem Standhahnmutterschlüssel montiert.
In der italienischen Gemeinde San Maurizio d’Opaglio befindet sich ein Museum des Wasserhahns (Museo del Rubinetto). Der Ort wurde im 20. Jahrhundert als „Hauptstadt des Wasserhahns“ bekannt.

## Aufbau

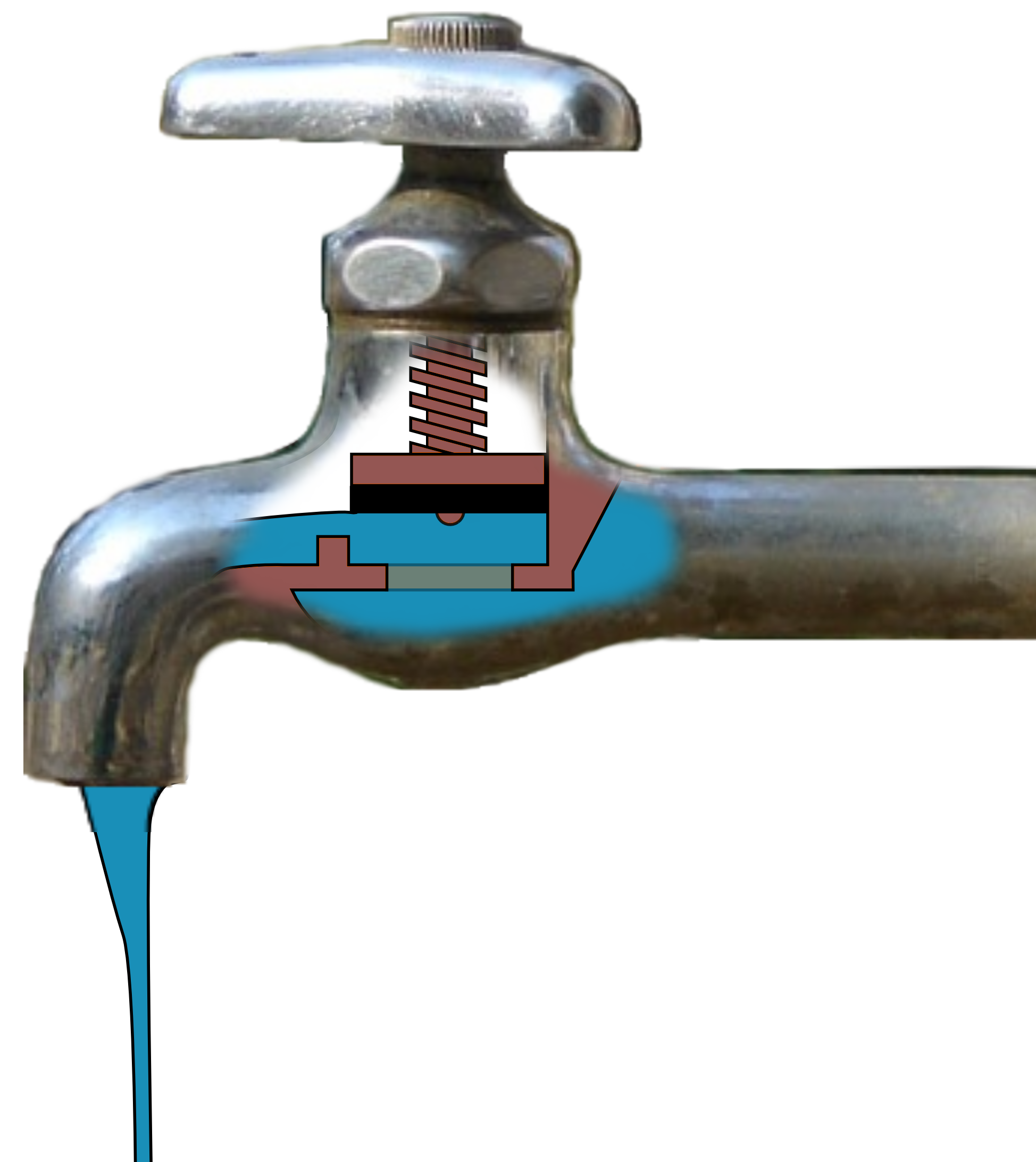
Querschnittsschema (Aufbau)

Das Bild Querschnittsschema zeigt schematisch den Querschnitt eines einfachen, seit dem ausgehenden 20. Jahrhundert veralteten Wasserhahnes mit Tellerventil und Elastomerdichtung.

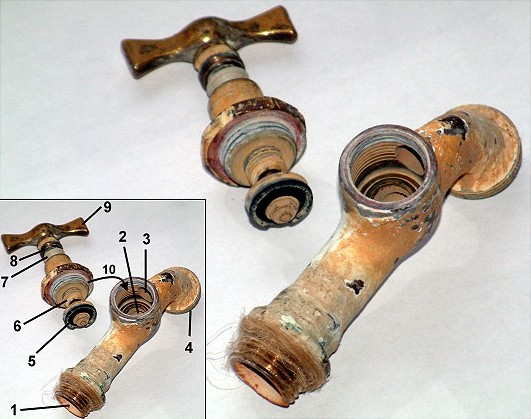
Teile im Aufbau eines Wasserhahns

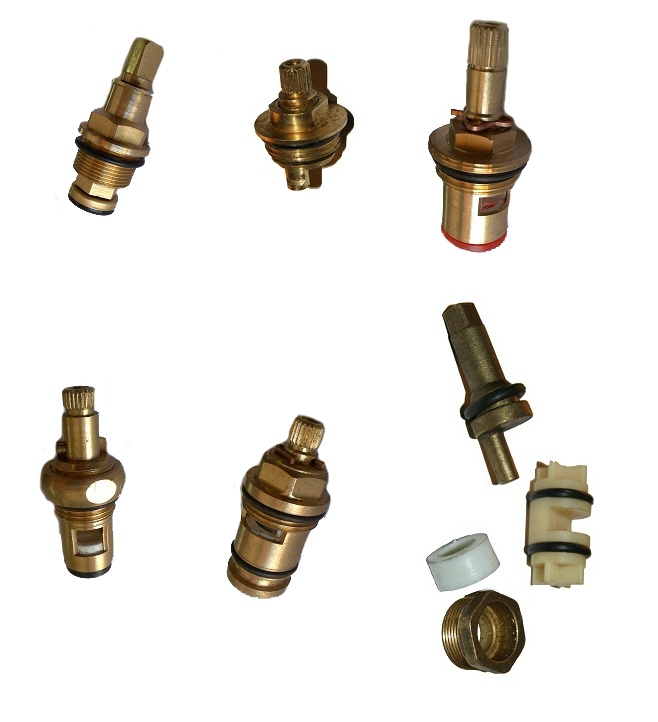
Verschiedene Ventileinsätze für Wasserhähne

Das Bild Teile zeigt die nummerierten Einzelteile:
Der Ventileinsatz ist mit seinem Außengewinde (10) aus dem Gehäuse herausgeschraubt. An seinem Kopf trägt er den Hahn (9), der über eine feste Achse mit der Spindel (6) verbunden ist.
Die Steigung der Spindel bestimmt den Hub der Ventildichtung (5) beim Drehen. Ist der Hahn geschlossen, versperrt die Dichtung (5) den Wasserzulauf (2). Wird die Dichtung durch Drehen des Hahns angehoben, läuft das Wasser durch den Zulauf (2) in den Auslauf (3). Die Stopfbuchse (7) und die Halteschraube (8) im Ventileinsatz verhindern Wasseraustritt entlang der Spindel oben am Hahn. Am ½-Zoll-Gewinde (1) sieht man Reste von Hanf, mit dem die Verschraubung an der Wasserleitung abgedichtet war. Der Wasserauslass (4) trägt ein 3/4-Zoll-Außengewinde, um z. B. eine Schlauchtülle aufzuschrauben.
Moderne Wasserhähne und Mischbatterien für Küche und Bad, unabhängig davon, ob es sich um Zweigriff- oder Einhebelmischer handelt, haben in der Regel Keramikventile, in denen zwei plangeschliffene Keramikplatten mit Öffnungen darin aneinanderliegen und bei Betätigung gegeneinander verschoben und/oder verdreht werden.
Sie haben in der Regel auch ein Gewinde (meist Innengewinde) zum Einschrauben eines Strahlreglers (Mischdüse, Diffusor, Perlator), der dem Wasser Luft beimengt und zum Teil auch den Wasserstrom begrenzt, um Wasser zu sparen.

## Durchflussmenge

Tropfender Wasserhahn (animiert)

Der Mindestwasserdruck liegt für Wannenfüll-, Dusch- und Waschtischarmaturen nach DIN 1988-30 bei 1000 mbar. Die Durchlaufmenge am Hahn einer Badewanne oder einer Dusche liegt bei 15 bis 25 l/min. Zum Händewaschen genügen 7 l/min, wenn ein Strahlregler den Wasserstrahl aufweitet.

## Schallschutz

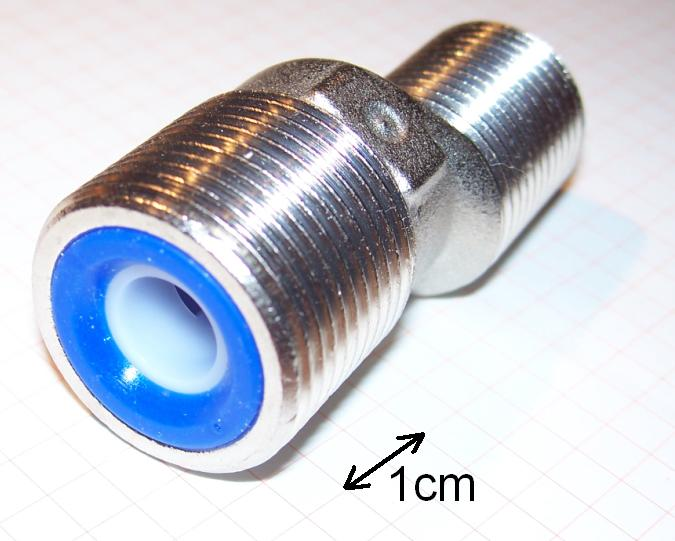
S-Stück zum Anschluss einer Badewannenarmatur mit integriertem (Wasser-)Schalldämpfer

Die Verwendbarkeit von Wasserhähnen bzw. ganz allgemein Armaturen und Geräten der Wasserinstallation, an die hinsichtlich des Geräuschverhaltens Anforderungen gestellt werden (z. B. Armaturen in Mehrfamilienhäusern), muss über ein allgemeines bauaufsichtliches Prüfzeugnis (AbP) nachgewiesen werden. Gemäß Bauregelliste A, Teil 2, erklärt der Hersteller die Übereinstimmung des Bauprodukts mit der technischen Regel (AbP) nach vorheriger Prüfung des Bauprodukts durch eine anerkannte Prüfstelle. Das Bauprodukt ist mit dem Übereinstimmungszeichen (Ü-Zeichen) der Länder zu kennzeichnen.
Der Geräuschpegel darf für die in der Norm beschriebene Armaturengruppe I:
- bei 3 bar 20 dB(A)
- bei 5 bar 25 dB(A)

und für die Armaturengruppe II:
- bei 3 bar 30 dB(A)
- bei 5 bar 35 dB(A)

nicht überschreiten.
Für Auslaufvorrichtungen, z. B. Rückflussverhinderer oder Strahlregler, gelten nochmals um 5 dB(A) niedrigere Grenzwerte als für Armaturen.
Zum Erreichen dieser Grenzwerte werden z. B. in den bei Badewannenarmaturen üblichen S-Stücken Wasserschalldämpfer eingesetzt, die über elastische Elemente die Geräusche der Wassersäule und den Druckschlag beim Schließen der Armatur dämpfen.

## Forschung zu tropfenden Wasserhähnen
Tropfende Wasserhähne wurden Anfang der 1980er-Jahre im Kontext der Chaosforschung erforscht. Die Tropfen wurden in Abhängigkeit von der Durchflussmenge gemessen; dabei ging es um Bifurkation, Hysterese und Attraktor.